# Une famille pour la vie
Pour plus de détails, voir Fiche technique et Distribution.
Une famille pour la vie (Raising Waylon) est un téléfilm américano-néo-zélandais réalisé par Sam Pillsbury, diffusé en 2004.

## Synopsis
Réginald et Julia, deux êtres que tout oppose, se retrouvent malgré eux dans une situation délicate lorsque leurs meilleurs amis décèdent dans un accident de la route, laissant leur enfant Waylon, 9 ans, orphelin. Julia et Réginald, parrain et marraine du petit Waylon, en ont la garde mais sous une condition: vivre sous le même toit. Réginald est le propriétaire d'un café et vit avec Virginia, une fille déjantée. De son côté Julia, photographe, mène une vie sans contrainte.
Seront-ils capables de prendre leurs responsabilités ? Vont-ils réussir à garder Waylon ?

## Fiche technique
- Titre original : Raising Waylon
- Réalisation : Sam Pillsbury
- Scénario : Neena Beber
- Production : Steve Sachs ; Laura Brownson, Neena Beber (coproducteurs) ; Dan Wigutow (exécutif)
- Sociétés de production : Dan Wigutow Productions - Film Factory New Zealand Limited - Sony Pictures Television
- Décors : Milton Candish
- Montage : Margaret Guinee
- Costumes : Michael Ralph
- Photographie : James Bartle
- Musique : Mader et Kevin Kliesch
- Pays d'origine :  États-Unis,  Nouvelle-Zélande
- Langue originale : anglais
- Lieu du tournage : Nouvelle-Zélande
- Format : couleur - 35 mm — 1,37:1 — son stéréo
- Genre : comédie romantique
- Durée : 95 minutes
- Dates de première diffusion :
  -  États-Unis : 22 février 2004
  -  France : 28 décembre 2005

## Distribution
- Poppy Montgomery (VF : Rafaèle Moutier) : Julia
- Thomas Gibson (VF : Denis Laustriat) : Reg
- Jeremy Bergman (VF : Théo Gebel) : Waylon
- Doris Roberts (VF : Paule Emanuele) : tante Marie
- Tandi Wright (VF : Natacha Muller) : Tina Stanfill
- Jim McLarty (VF : Pierre Laurent) : Craig Stanfill
- Katrina Browne (VF : Michèle Buzynski) : Valerie
- Susan Brady (VF : Brigitte Berges) : Terry Allen
- Elizabeth Hawthorne (VF : Frédérique Tirmont) : Juge Harriet Caldwell
- Michael Saccente (VF : Philippe Peythieu) : Jay Hessler
- Roy Snow (VF : Damien Ferrette) : Randall
- John Leigh : Jeremy
- Latham Gaines : Paul
- Catherine Boniface (VF : Véronique Alycia) : Tracy
- Xavier Strom : Sam Stanfill
- Jennifer Rucker : la réceptionniste
- Craig Hall : Alex
- Ingrid Park : Kim
- Ross Anderson : Monsieur Myers
- Jared Tobin : Timmy

 Source et légende : version française (VF) sur RS Doublage et selon le carton de doublage télévisuel.